# Classic Queen
A Classic Queen a brit Queen rockegyüttes 1992-ben megjelent válogatásalbuma. Az együttes kiadási jogait 1990-ben megvásároló Hollywood Records első a Queenhez köthető válogatása volt, és a Freddie Mercury halála, valamint a Wayne világa című film utáni Queen-lázat igyekezett kihasználni.
A negyedik helyet érte el a Billboard 200 listán, és több mint hárommillió példányban kelt el csak Amerikában, Kanadában pedig több mint ötszázezer példányban. A kritikusok is jól fogadták, mégsem tudta teljesen lefedni az együttes slágereit, ezért a Hollywood 1992-ben az eredeti Greatest Hits válogatást is kiadta.

## Az album dalai
| 1.    | A Kind of Magic                 | Roger Taylor                 | 4:24 |
| 2.    | Bohemian Rhapsody               | Freddie Mercury              | 5:55 |
| 3.    | Under Pressure                  | Queen, David Bowie           | 4:01 |
| 4.    | Hammer to Fall                  | Brian May                    | 3:40 |
| 5.    | Stone Cold Crazy                | Deacon, May, Mercury, Taylor | 2:12 |
| 6.    | One Year of Love                | John Deacon                  | 4:26 |
| 7.    | Radio Ga Ga                     | Taylor                       | 5:49 |
| 8.    | I’m Going Slightly Mad          | Queen                        | 4:22 |
| 9.    | I Want It All                   | Queen                        | 4:01 |
| 10.   | Tie Your Mother Down            | May                          | 3:45 |
| 11.   | The Miracle                     | Queen                        | 4:54 |
| 12.   | These Are the Days of Our Lives | Queen                        | 4:13 |
| 13.   | One Vision                      | Queen                        | 4:36 |
| 14.   | Keep Yourself Alive             | May                          | 3:47 |
| 15.   | Headlong                        | Queen                        | 4:38 |
| 16.   | Who Wants to Live Forever       | May                          | 5:15 |
| 17.   | The Show Must Go On             | Queen                        | 4:31 |
| 75:10 |                                 |                              |      |

## Helyezések és eladások
| Ország                | Helyezés |
| --------------------- | -------- |
| Amerika Billboard 200 | 4        |

| Ország                | Eladási minősítés | Eladás     |
| --------------------- | ----------------- | ---------- |
| Amerika (RIAA)        | 3× platina        | 3 000 000+ |
| Amerika (SoundScan)   |                   | 3 433 000+ |
| Kanada (Music Canada) | 5× platina        | 500 000+   |